# Římskokatolická farnost Vratislavice nad Nisou
Římskokatolická farnost Vratislavice nad Nisou (lat. Maffersdorfium) je církevní správní jednotka sdružující římské katolíky na území městské čtvrtí Vratislavice nad Nisou a v jejím okolí. Organizačně spadá do libereckého vikariátu, který je jedním z 10 vikariátů litoměřické diecéze. Centrem farnosti je kostel Nejsvětější Trojice ve Vratislavicích.

## Historie farnosti
Již ve středověku existovala ve Vratislavicích nad Nisou duchovní správa (plebánie), která však zanikla za husitských válek. Duchovní správa byla pak v místě vykonávána až do zřízení nové farnosti z farnosti – děkanství Liberec-Rochlice. Matriky jsou pro místo zachovány od roku 1653. Farnost byla kanonicky nově zřízena od roku 1764.

### Duchovní správcové vedoucí farnost
Začátek působnosti jmenovaného v duchovní správě farnosti od:
- Petrman, † 1360
- 1360 Henlinus
- 1371 Petrus
- Petrus z Unětic
- Nicolaus, † 1377
- 1377 Benedictus z Jeviny
- před 1415 Joannes Hošek
- Vitus
- 1764 proto-par. (1. farář) Augustinus Huber
- 1772 Anton. Schreiber
- 1798 Ioann. Schindler
- 1801 par. vacat
- 1801 Anton. Worff, † 31. 7. 1814
- 1804 Philip. Salomon, † 11. 9. 1805
- 1856 par. vacat
- 1806 Jos. Ludwig, n. 9. 6. 1762 Reichenberg, o. 10. 8. 1788, † 3. 4. 1829
- 1829 Franc. Jos. Lang, n. 3. 10. 1784 Reichenavia, o. 31. 8. 1807, † 15. 12. 1840
- 1835 Flor. Appelt, n. 30. 3. 1785 Engelsdorf., o. 7. 9. 1823, † 1861
- 1836 Franc. Herzig, n. 2. 7. 1785 Neundorfens., o. 8. 4. 1808, † 16. 9. 1840
- 1840 par. vacat, cap. Caj. Hartig
- 1841 Wenc. Rasche, n. 7. 1. 1786 Leipa, o. 17. 8. 1809, † 14. 5. 1845
- 1843 Anton. Bartel, n. 1. 10. 1787 Reichenberg, o. 15. 8. 1813, † 14. 11. 1855
- 1849 par. vacat, admin. Phil. Beuer
- 1849 Henr. Hausner, n. 20. 2. 1807 Stokav., o. 25. 7. 1830
- 1851 par. vacat, admin. int. Philip. Beuer
- 1852 Cajetan. Hartig, n. 14. 11. 1804 Einsiedeln., o. 2. 9. 1829 , † 1. 9. 1872
- 1855 Joann. Waehner, n. 27. 2. 1810 Nixdorf., o. 4. 8. 1834
- 1877 Thadd. Appelt, n. 5. 8. 1824 Dörfl, o. 25. 7. 1849, † 24. 3. 1895
- 1895 Ignat. Heyne, n. 22. 9. 1855 Rumburg, o. 19. 7. 1879, † 13. 1. 1922
- 1. 7. 1922 Petrus Bichler, n. 8. 4. 1882 Welschbillig (G.), o. 14. 7. 1907, † 18. 5. 1952
- 1. 8. 1945 Josef Angst
- 1. 2. 1951 Karel Petržílek
- 1. 10. 1951 Bohuslav Čálek[3]
- 1. 12. 1951 Karel Vítek[4]
- 1. 4. 1960 František Klapuch
- 1. 8. 1964 Ignác Stodůlka
- 15. 3. 1965 Alois Frajt
- 1. 10. 1974 Josef Dobiáš
- 1. 2. 1990 Pavel Antonín Kejdana OFM
- 1. 7. 1990 Anton Dambrowski OFM
  - 1. 6. 1991 Václav Vaněk, trvalý jáhen, nar. 25. 5. 1952
- 1. 12. 1992 Radim Miloslav Jáchym, OFM[5]
- 8. 12. 2013 Pavel Antonín Kejdana OFM
- 15. 9. 2018 Rastislav Kršák SVD, nar. 6. 9. 1967
- 1. 2. 2019 Radek Jurnečka, admin. exc. z arciděkanství Liberec, nar. 28. 1. 1972, o. 29. 6. 2002[3]
- 1. 4. 2023 Michal Podzimek, admin.[6] nar. 18. 7. 1970[7], od 15. ledna 2025 admin. exc. in spiritualibus
  - 15. ledna 2025 Michal Oklešák, admin. exc. in materialibus[8]

Kromě kněží stojících v čele farnosti, působili ve farnosti v průběhu její historie i jiní kněží. Většinou pracovali jako farní vikáři, kaplani, katecheté, výpomocní duchovní aj.

## Území farnosti
Do farnosti náleží území obce:
- Kunratice (Kunnersdorf)[p 2]
- Nový Svět (Neuwald)[p 2]
- Proseč nad Nisou (Proschwitz[2])[p 2]
- Vratislavice nad Nisou (Maffersdorf)[p 2]

## Římskokatolické sakrální stavby na území farnosti
| | Fotografie | Stavba                     | Místo                  | Bohoslužby                      | Zeměpisné souřadnice            | Status       | Číslo kulturní památky           |
| Kostel | Kostel     | Kostel                     | Kostel                 | Kostel                          | Kostel                          | Kostel       | Kostel                           |
| --- | ---------- | -------------------------- | ---------------------- | ------------------------------- | ------------------------------- | ------------ | -------------------------------- |
| 1. |            | Kostel Nejsvětější Trojice | Vratislavice nad Nisou | bližší informace o bohoslužbách | 50°44′34″ s. š., 15°5′33″ v. d. | farní kostel | 36643/5-4502 (Pk•MIS•Sez•Obr•WD) |
| Kaple |            |                            |                        |                                 |                                 |              |                                  |
| 2. |            | Kaple Vzkříšení            | Vratislavice nad Nisou | bližší informace o bohoslužbách | 50°44′36″ s. š., 15°5′35″ v. d. | kaple        | —                                |
| 3. |            | Kaple sv. Zdislavy         | Vratislavice nad Nisou | bližší informace o bohoslužbách | 50°45′12″ s. š., 15°4′47″ v. d. | oratoř       | —                                |
| Další drobné sakrální stavby a pamětihodnosti lze dohledat zde v databázi Drobné sakrální památky Zaniklé sakrální stavby lze dohledat zde v databázi Poškozené a zničené kostely, kaple a synagogy v České republice |            |                            |                        |                                 |                                 |              |                                  |

## Příslušnost k farnímu obvodu
Z důvodu efektivity duchovní správy byl vytvořen farní obvod (kolatura) farnosti – arciděkanství Liberec, jehož součástí je i farnost Vratislavice nad Nisou, která je tak spravována excurrendo. Přehled těchto kolatur je v tabulce farních obvodů libereckého vikariátu.